# Сусідовичі
Сусідо́вичі — село в Бісковицькій сільській громаді Самбірського району Львівської області України.

## Географія
На півночі межує із селом Букова, на півдні з селом Чаплі, на заході — Скелівкою і на сході з селом Надиби.

## Історія

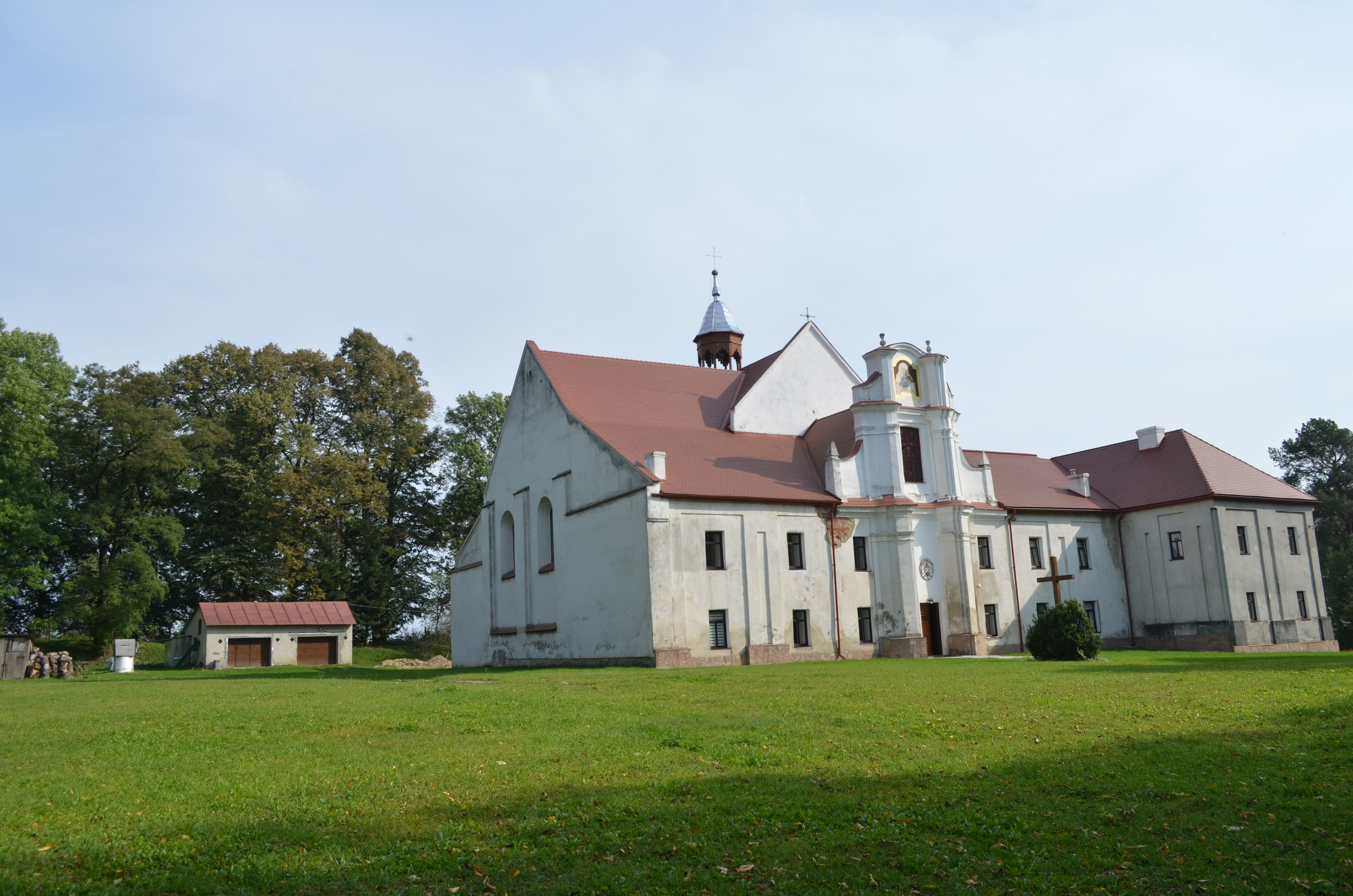
Монастир кармелітів

23 листопада 1374 в ході колонізації загарбаної Галичини Володислав Опольський віддав Сусідовичі (також Добромиль, Смільницю, Сушицю, Хирів, Городовичі, Старяву, Чаплі) своїм посіпакам братам Гербурту і Фрідріху Павезам. До 1772 р. село знаходилося в Перемишльській землі Руського воєводства.
23 липня 1603 року Мацей Пстроконський, єпископ перемишльський РКЦ, надав згоду Яну Щенсному та його братанку Еразму Гербуртам «осадити» монахів-кармелітів при костелі св. Анни в Сусідовичах. Так починались латинізація й ополячення села.
У 1854—1939 рр. село належало до Самбірського повіту. На 1.01.1939 р. в селі проживало 2430 мешканців, з них 80 українців, 2320 поляків і 30 євреїв.
З 1991 року село Сусідовичі в складі незалежної України.

## Населення
За переписом населення 2001 року в селі мешкала 1 291 особа.

### Мова
Розподіл населення за рідною мовою за даними перепису 2001 року:
| Мова       | Кількість | Відсоток |
| ---------- | --------- | -------- |
| українська | 1010      | 78.23%   |
| польська   | 278       | 21.53%   |
| російська  | 3         | 0.24%    |
| Усього     | 1291      | 100%     |

## Пам'ятки
У селі є пам'ятка архітектури національного значення Костел святої Ганни (2-га пол. 16 ст.).

## Відомі люди

### Народились
- Поручник Василь Іванович — український радянський діяч, бригадир тракторної бригади колгоспу. Депутат Верховної Ради УРСР 10—11-го скликань.
- Цап Роман Петрович (1976—2015) — солдат Збройних сил України, загинув під час російсько-української війни.